# Alexander Manninger
Alexander Manninger (* 4. Juni 1977 in Salzburg) ist ein ehemaliger österreichischer Fußballspieler auf der Position des Torwarts.

## Karriere

### Vereine
Manninger gelangte über das Bundesnachwuchszentrum Salzburg in den Kader des SV Austria Salzburg, in dem er unter Trainer Otto Barić dritter Torhüter nach Otto Konrad und Herbert Ilsanker war. Um ihn Spielpraxis sammeln zu lassen, verliehen ihn die Salzburger für die Herbstrunde der Saison 1995/96 an den SK Vorwärts Steyr. Bei den Oberösterreichern kam er in der ersten Mannschaft zum Einsatz und empfahl sich unter anderem in den direkten Begegnungen seinem nächsten Club, dem Grazer AK.
1997 wechselte er für eine kolportierte Ablösesumme von 15 Millionen Schilling zum FC Arsenal nach England und war der erste österreichische Fußballspieler in der Premier League. Er kam vorwiegend als Ersatz für David Seaman in den Cup-Bewerben zu Einsätzen, durch langwierige Verletzungen Seamans war er aber auch immer wieder über längere Strecken in der Meisterschaft im Einsatz. In seiner ersten Premier-League-Saison wurde ihm auch als erstem und bislang einzigen Reservetorhüter die „Player-of-the-month“-Auszeichnung zuteil. Seine Mannschaft wurde mit einem Punkt Vorsprung auf Manchester United Meister. Die ursprüngliche Absicht Arsenals, ihn als Nachfolger des in die Jahre gekommenen Seaman aufzubauen, scheiterte aber, da Manningers Leistungen in der Saison 2000/01 schwankten.
Im August 2001 wechselte er auf Leihbasis für ein Jahr zum italienischen Erstligisten AC Florenz. Er wechselte nach seiner Rückkehr im Juli 2002 zum spanischen Erstligisten Espanyol Barcelona, bei dem er einen Vierjahresvertrag erhielt. Im August 2002 löste Espanyol den Vertrag wieder auf. Im Jänner 2003 kehrte er wieder nach Italien zurück, zum FC Turin, im Sommer 2003 zum FC Bologna. Ein geplantes Leihgeschäft mit Brescia Calcio platzte; im August 2003 wurde er an AC Siena ausgeliehen. Im Juli 2005 kehrte er zu seinem Jugendverein FC Red Bull Salzburg und nach einer weiteren Saison wieder zum AC Siena zurück, der ihn dauerhaft an sich band. Im Sommer 2008 wurde Manninger von Salzburg für etwa 1,8 Millionen Euro an den norditalienischen Klub Udinese Calcio abgegeben. Am 5. August 2008 wechselte er für ca. 2,5 Millionen Euro zum italienischen Rekordmeister Juventus Turin, bei dem er einen Vierjahresvertrag unterzeichnete und hinter Gianluigi Buffon zweiter Torwart war. Sein Debüt für Juventus Turin absolvierte er am 21. September 2008 (3. Spieltag). Während einer langen verletzungsbedingten Pause Buffons kam Manninger über viele Spiele hinweg zum Einsatz und wurde von der italienischen Sportzeitung La Gazzetta dello Sport zum besten Torhüter der Hinrunde gewählt. Nach der Verpflichtung von Marco Storari im Juni 2010 verlor Manninger seinen Status als zweiter Torhüter hinter Buffon und war fortan nur mehr dritte Wahl. Nachdem sein Vertrag bei Juventus Turin am Ende der Saison 2011/12 ausgelaufen war, blieb er zunächst vereinslos.
Am 21. November 2012 wurde Manninger vom FC Augsburg als Ersatz für den verletzten Simon Jentzsch verpflichtet. Er erhielt einen Vertrag bis zum Saisonende. Sein Debüt für den FCA gab er am 18. Dezember 2012 im DFB-Pokal-Achtelfinale bei der 0:2-Niederlage gegen den FC Bayern München. Sein letztes Pflichtspiel hatte zu diesem Zeitpunkt zwei Jahre zurückgelegen. Beim 3:2-Sieg im Auswärtsspiel gegen Fortuna Düsseldorf am 20. Jänner 2013 (18. Spieltag) debütierte Manninger in der Bundesliga. In die Bundesligasaison 2015/16 startete Manninger als ältester Spieler der Liga.
Zur Saison 2016/17 schloss sich Manninger dem FC Liverpool an.
Am 25. Mai 2017 erklärte Manninger nach 22 Jahren im Profigeschäft seinen Rücktritt.

### Nationalmannschaft
Manninger debütierte im Nationalteam 1999 unter Otto Barić beim 0:0 in einem Testländerspiel gegen die Schwedische Fußballnationalmannschaft. Am 13. Oktober 2004 verletzte er sich beim Qualifikationsspiel zur Weltmeisterschaft 2006 gegen Nordirland schwer an der Schulter und musste mehrere Monate pausieren. Erst unter Teamchef Josef Hickersberger wurde er wieder für ein Test-Länderspiel berücksichtigt. Bei der EM 2008 war er zweiter Torwart hinter Jürgen Macho. Unter dem ÖFB-Teamchef Karel Brückner wurde Manninger wieder erster Torwart. Am 5. August 2009 beendete er seine Karriere im Nationalteam, um sich auf seine Position als Ersatztorhüter bei Juventus Turin zu konzentrieren.

## Sonstiges
Manninger war der erste österreichische Fußballspieler, der bei dem japanischen Sportartikelhersteller Mizuno unter Vertrag stand.

## Erfolge
- Englischer Meister: 1997/98
- FA-Cup-Sieger: 1997/98
- Spieler des Monats in England: März 1998
- Italienischer Meister: 2011/12